# Blanchet Island
Blanchet Island – wyspa na Wielkim Jeziorze Niewolniczym w Kanadzie, w prowincji Terytoria Północno-Zachodnie. Zajmuje powierzchnię 243 km2 i jest drugą największą wyspą na Wielkim Jeziorze Niewolniczym (po największej wyspie archipelagu Simpson Islands) oraz czternastą pod względem powierzchni wyspą na świecie położoną na jeziorze. Pod koniec lat 60. XX wieku na wyspie prowadzono wydobycie kobaltu i niklu. Została nazwana na cześć przyrodnika, który skatalogował florę i faunę występującą na wyspie.